# Notiphila pulchrifrons
Notiphila pulchrifrons är en tvåvingeart som beskrevs av Friedrich Hermann Loew 1872. Notiphila pulchrifrons ingår i släktet Notiphila och familjen vattenflugor. Inga underarter finns listade i Catalogue of Life.